# Låsbräkenväxter
Låsbräkenväxter (Ophioglossaceae) är en växtfamilj med små fleråriga ormbunkar, som årligen från den korta jordstammen utvecklar ett enda ovanjordiskt blad, delat i två flikar: dels en steril skiva, dels en smal, sporbildande del, som bär sporgömmen tätt radade i båda kanterna. Hos ormtunga är den sporbildande delen hel och smal, hos låsbräknar är den parflikig eller upprepat parflikig. Låsbräkenväxter har äkta rötter men saknar rothår. Rothårens funktion verkar istället fyllas av mykorrhiza. Sporangierna är runda och bara av en sort (låsbräkenväxter är isospora). Gametofyten (den haploida generationen) är underjordisk.
Flera arter växer vilda i Norden, mest på strandängar och andra gräsmarker. I övriga världen finns fler livsformer, och den största arten är en epifyt som kan bli meterlång. Globalt finns det tre släkten med cirka 75 arter tillsammans. Förutom Ophioglossum och Botrychium finns det nyupptäckta Koreanska släktet Mankyua, endast känt med en art;  M. chejuense.

## Externa länkar

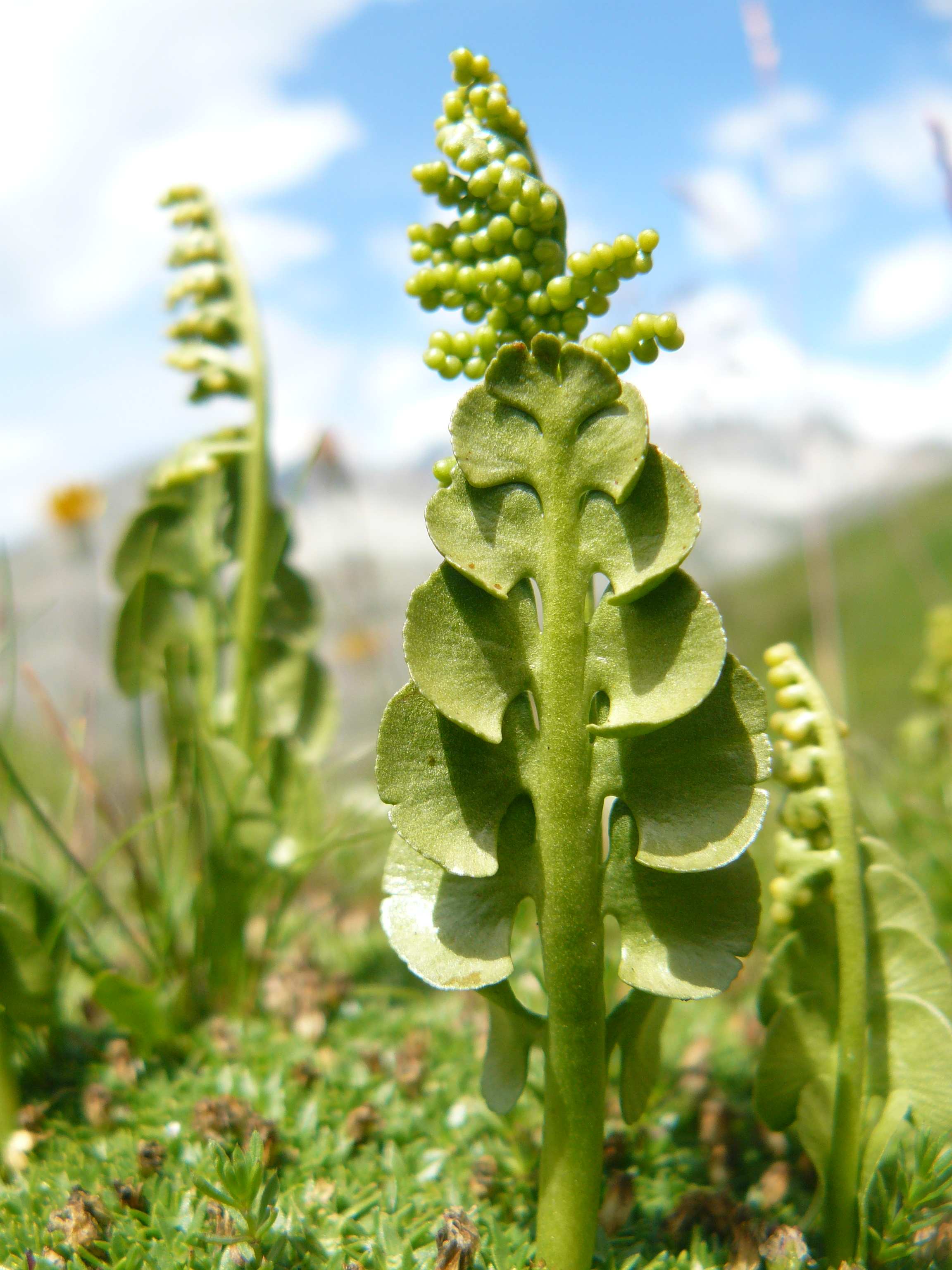
Botrychium lunaria